# Pol-e Sefid
Pol-e Sefid (pers. پل سفید) – miasto w Iranie, w prowincji Mazandaran.
Jest stolicą powiatu Savadkuh, w 2006 liczyło 8473 mieszkańców.